# Haldun Firat Köktürk
Haldun Firat Köktürk és un empresari, director general de Limak Construction.
Va estudiar un MBA a la Frankurt University of Applied Sciences. Des del 2010 forma part de la junta de govern de l'empresa Limak Holding. La seva experiència en el sector de la construcció va començar a principis de la dècada del 2000, amb la direcció del projecte de l'aeroport d'Istambul Sabiha Gökçen, el d'una terminal a l'aerport de Kuwait, un bulevard subterrani a Skopje o un edifici del Banc Central de Turquia a Istanbul. També ha estat CEO de l'aeroport de Kosovo Adem Jashari el 2018. El 2023 va ser l'encarregat d'obrir les oficines a Barcelona i dirigir inicialment 40 treballadors de l'empresa turca Limak Construction, filial de Limak Holding, contractada pel Futbol Club Barcelona per a fer una reforma del Camp Nou amb 960 milions d'euros amb unes obres que es preveia que començarien al juny.